# Wahlen 2009
◄◄ | ◄ | 2005 | 2006 | 2007 | 2008 | Wahlen 2009 | 2010 | 2011 | 2012 | 2013 | ► | ►►

Weitere Ereignisse

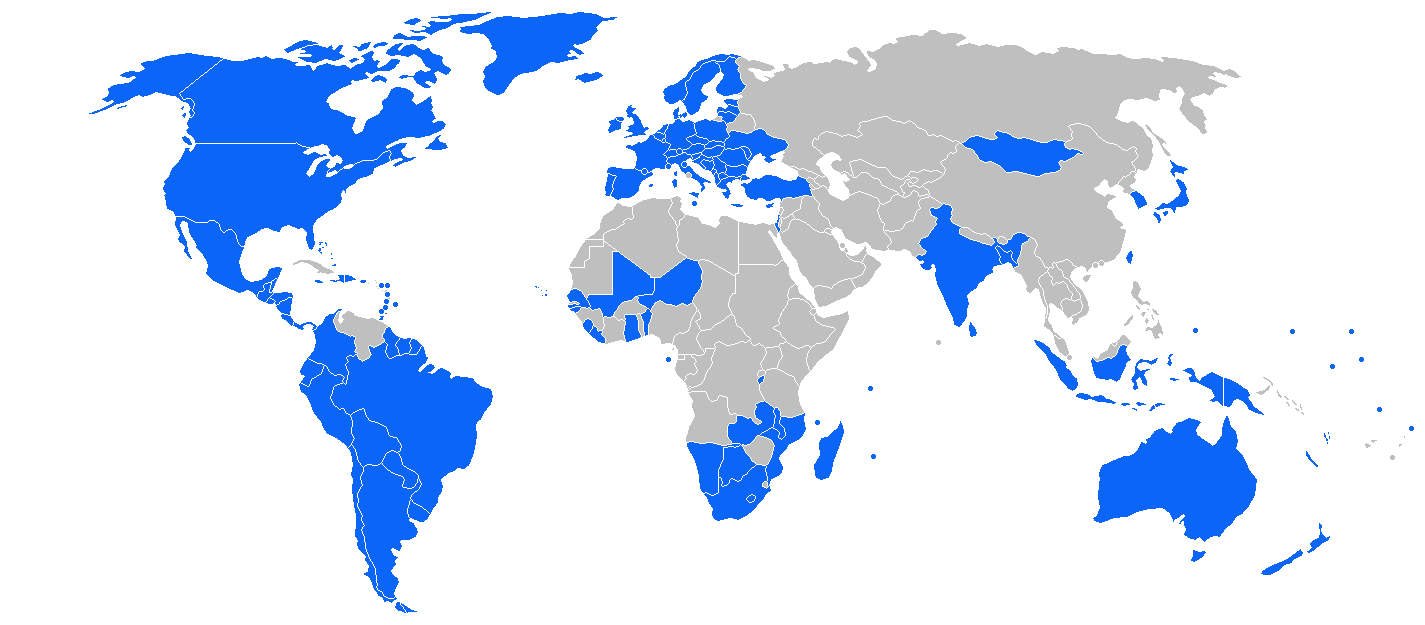
hervorgehobene Länder werden als „Wahldemokratien“ eingestuft – Freedom House-Bericht 2009

Die hier aufgelisteten Wahlen und Referenden fanden im Jahr 2009 statt oder waren für das angegebene Datum vorgesehen.
Bei weitem nicht alle dieser Wahlen wurden nach international anerkannten demokratischen Standards durchgeführt. Enthalten sind auch Scheinwahlen in Diktaturen ohne Alternativkandidaten oder Wahlen, deren Ergebnisse durch massiven Wahlbetrug oder ohne fairen, gleichrangigen Zugang der konkurrierenden Kandidaten oder Parteien zu den Massenmedien zustande kamen. Die beiden nebenstehenden Karten sollen dazu eine Orientierung geben. Sie versuchen eine grobe Einteilung der Länder der Erde 2009 nach ihrem Grad an Demokratie gemäß den – in einigen Fällen auch umstrittenen – Kriterien des Freedom House Index.

## Afrika

Afrika, unterteilt nach politischen Grenzen

- Am 29. März 2009: das Statusreferendum auf Mayotte 2009
- Am 9. April 2009: Präsidentschaftswahl in Algerien 2009
- Am 22. April 2009: Parlaments- und Provinzparlamentswahl in Südafrika
- 17. Mai 2009 Verfassungsreferendum auf den Komoren 2009
- Am 19. Mai 2009: Präsidentschafts- und Parlamentswahlen in Malawi 2009
- 18. Juli Präsidentschaftswahl in Mauretanien
- 28. Juni und 26. Juli 2009, Präsidentschaftswahl in Guinea-Bissau 2009
- 12. Juli 2009, Präsidentschaftswahl der Republik Kongo 2009
- Am 4. August 2009: Verfassungsreferendum in Niger 2009
- 30. August 2009 Präsidentschaftswahl in Gabun 2009
- Am 16. Oktober 2009: Parlamentswahl in Botswana 2009
- Am 20. Oktober 2009: Parlamentswahlen in Niger 2009
- 25. Oktober, Präsidentschaftswahl in Tunesien 2009 und Parlamentswahl in Tunesien 2009
- Am 28. Oktober 2009: Präsidentschaftswahl in Mosambik 2009, die Parlamentswahlen in Mosambik 2009 und die Provinzwahlen in Mosambik 2009
- Am 27. und 28. November 2009: Parlamentswahl in Namibia 2009
- Am 27. und 28. November 2009: Präsidentschaftswahl in Namibia 2009
- Am 29. November 2009: Parlaments- und Präsidentschaftswahl in Äquatorialguinea
- Am 6. und am 20. Dezember 2009: beiden Runden der Parlamentswahlen auf den Komoren 2009
- Parlamentswahlen: im Tschad statt
- Gouverneurswahlen in der Demokratischen Republik Kongo 2009: statt

## Amerika

Beide Teile des Doppelkontinentes Amerika

- Am 18. Januar 2009: Parlamentswahl in El Salvador
- Am 12. März: Parlamentswahlen in Antigua und Barbuda
- Am 15. März 2009: Präsidentschaftswahl in El Salvador
- Am 19. April: in Haiti Senatswahlen
- Am 26. April 2009: in Ecuador Präsidentschafts- und Parlamentswahl
- Am 3. Mai 2009: Präsidentschafts- und Parlamentswahl in Panama
- Am 28. Juni 2009: Vorwahlen zur Präsidentschaftswahl in Uruguay 2009
- Am 28. Juni 2009: Parlamentswahlen in Argentinien
- Am 5. Juli 2009: Parlamentswahl in Mexiko
- Am 25. Oktober 2009 und am 29. November 2009: Wahlen in Uruguay 2009
- Am 3. November 2009: Gouverneurswahlen in den Vereinigten Staaten 2009
- Am 25. November fand ein Verfassungsreferendum in St. Vincent und den Grenadinen,
- Am 29. November 2009: Präsidentschafts- und Parlamentswahl in Honduras
- Am 6. Dezember 2009: Präsidentschaftswahl in Bolivien
- Am 13. Dezember 2009: Präsidentschafts- und Parlamentswahl in Chile

## Asien

Asien, unterteilt nach politischen Grenzen

- Zwischen Januar und November 2009: neun Gouverneurswahlen in Japan 2009 statt
- Am 10. Februar 2009: Parlamentswahl in Israel 2009
- Am 8. März 2009: Parlamentswahl in Nordkorea 2009
- Im März 2009: Parlamentswahl auf den Malediven
- Am 9. April 2009: Parlamentswahl in Indonesien[1]
- Vom 16. April 2009 bis zum 13. Mai 2009: Parlamentswahl in Indien 2009
- Am 24. Mai 2009: Präsidentschaftswahl in der Mongolei 2009
- Am 7. Juni 2009: Parlamentswahl in Libanon[2]
- Am 12. Juni 2009: Präsidentschaftswahl im Iran 2009
- Am 8. Juli 2009: Präsidentschaftswahl in Indonesien
- Am 23. Juli 2009: Präsidentschaftswahl in Kirgisistan 2009
- Am 20. August 2009: Präsidentschaftswahl in Afghanistan 2009
- Am 30. August 2009: Unterhauswahl 2009 in Japan

## Europa

Europa, gegenüber Asien am Uralfluss und -gebirge sowie dem Kamm des Kaukasus abgegrenzt

### Deutschland
- Am 18. Januar 2009: Landtagswahl in Hessen 2009
- Am 23. Mai 2009: Wahl des deutschen Bundespräsidenten 2009
- Am 7. Juni 2009: Europawahl in Deutschland 2009
- Am 7. Juni 2009: Kommunalwahlen in Baden-Württemberg 2009
- Am 7. Juni 2009: Kommunalwahlen in Mecklenburg-Vorpommern 2009
- Am 7. Juni 2009: Kommunalwahlen in Rheinland-Pfalz 2009
- Am 7. Juni 2009: Kommunalwahlen im Saarland 2009[3]
- Am 7. Juni 2009: Kommunalwahlen in Sachsen 2009
- Am 7. Juni 2009: Kommunalwahlen in Sachsen-Anhalt 2009[3]
- Am 7. Juni 2009: Kommunalwahlen in Thüringen 2009
- Am 7. Juni 2009: Regionalwahl in der Region Stuttgart[4]
- Am 30. August 2009: Kommunalwahlen in Nordrhein-Westfalen 2009
- Am 30. August 2009: Landtagswahl im Saarland
- Am 30. August 2009: Landtagswahl in Sachsen
- Am 30. August 2009: Landtagswahl in Thüringen
- Am 27. September 2009: Bundestagswahl 2009
- Am 27. September 2009: Landtagswahl in Brandenburg 2009
- Am 27. September 2009: Landtagswahl in Schleswig-Holstein 2009

| Staat       | Staat   | Wahl/Abstimmung                     | Kategorie                    |
| ----------- | ------- | ----------------------------------- | ---------------------------- |
| Deutschland | Sachsen | Bürgermeisterwahlen in Sachsen 2009 | Bürgermeisterwahl in Sachsen |

### Italien
- Am 6. und 7. Juni 2009: Kommunalwahlen in Italien 2009

### Österreich
- Am 1. März 2009: Landtagswahl in Kärnten 2009
- Am 1. März 2009: Landtagswahl in Salzburg 2009
- Am 1. März 2009: Gemeinderats- und Bürgermeisterwahlen in Kärnten 2009
- Am 1. März 2009: Gemeindevertretungs- und Bürgermeisterwahlen in Salzburg 2009
- Am 7. Juni 2009: Europawahl in Österreich 2009
- Am 20. September 2009: Landtagswahl in Vorarlberg 2009
- Am 27. September 2009: Landtagswahl in Oberösterreich 2009
- Am 27. September 2009: Gemeinderatswahlen in Oberösterreich 2009

### Schweiz
- Am 8. Februar 2009: Eidgenössische Abstimmung über die Weiterführung der Personenfreizügigkeit und deren Ausdehnung auf Rumänien und Bulgarien
- Am 1. März 2009: im Kanton Wallis Wahlen zum Grossen Rat und des Staatsrates
- Am 8. März 2009: im Kanton Solothurn Wahlen zum Kantonsrat und des Regierungsrates
- Am 8. März 2009: im Kanton Aargau Wahlen zum Grossen Rat und des Regierungsrates
- Am 5. April 2009: im Kanton Neuenburg Wahlen zum Grossen Rat und des Staatsrates
- Am 17. Mai 2009: Referendum über die Fortführung und Weiterentwicklung der Mitgliedschaft beim Schengener Abkommen
- Am 17. Mai 2009: Volksabstimmung über den Gegenentwurf zur zurückgezogenen Volksinitiative «Ja zur Komplementärmedizin» statt
- Am 14. Juni 2009: Wahlen in Luzern-Littau 2009
- Am 16. September 2009 fand in Bern die Bundesratswahl 2009 statt; sie wurde nötig, weil der bisherige Bundesrat Pascal Couchepin von seinem Amt zurückgetreten war.
- Am 27. September 2009: Referendum über die befristete Anhebung der Mehrwertsteuersätze zur Finanzierung der Invalidenversicherung statt
- Am 27. September 2009: Referendum über den Verzicht auf die Einführung der allgemeinen Volksinitiative statt
- Am 11. Oktober 2009: im Kanton Genf Wahlen zum Grossen Rat und des Staatsrates
- Am 29. November 2009: Volksabstimmung über die Eidgenössische Volksinitiative «Gegen den Bau von Minaretten»
- Am 29. November 2009: Volksabstimmung über die Eidgenössische Volksinitiative «für ein Verbot von Kriegsmaterial-Exporten» statt
- Am 29. November 2009: Referendum über die Schaffung einer Spezialfinanzierung für Aufgaben im Luftverkehr
- Am 29. November 2009: im Kanton Solothurn Ersatzwahlen für einen der zwei Sitze im Ständerat

### Liechtenstein
- Am 8. Februar 2009: Landtagswahl in Liechtenstein 2009

### Übriges Europa
- Am 17. März 2009: Präsidentschaftswahl in Litauen 2009
- Am 21. März 2009: Präsidentschaftswahl in der Slowakei 2009
- Am 26. April 2009: Parlamentswahlen in Andorra
- Vom 4. Juni 2009 bis zum 7. Juni 2009: Europawahl 2009
  - Am 4. Juni 2009: Europawahl in den Niederlanden 2009
  - Am 4. Juni 2009: Europawahl im Vereinigten Königreich 2009
  - Am 5. Juni 2009: Europawahl in Irland 2009
  - Am 5. Juni 2009: Europawahl in Tschechien 2009
  - Am 6. Juni 2009: Europawahl in Malta 2009
  - Am 6. Juni 2009: Europawahl in der Slowakei 2009
  - Am 6. Juni 2009: Europawahl in Zypern 2009
  - Am 6. Juni 2009 und am 7. Juni 2009: Europawahl in Frankreich 2009
  - Am 6. Juni 2009 und am 7. Juni 2009: Europawahl in Italien 2009
  - Am 7. Juni 2009: Europawahl in Belgien 2009
  - Am 7. Juni 2009: Europawahl in Bulgarien 2009
  - Am 7. Juni 2009: Europawahl in Dänemark 2009
  - Am 7. Juni 2009: Europawahl in Estland 2009
  - Am 7. Juni 2009: Europawahl in Finnland 2009
  - Am 7. Juni 2009: Europawahl in Griechenland 2009
  - Am 7. Juni 2009: Europawahl in Litauen 2009
  - Am 7. Juni 2009: Europawahl in Luxemburg 2009
  - Am 7. Juni 2009: Europawahl in Polen 2009
  - Am 7. Juni 2009: Europawahl in Portugal 2009
  - Am 7. Juni 2009: Europawahl in Rumänien 2009
  - Am 7. Juni 2009: Europawahl in Schweden 2009
  - Am 7. Juni 2009: Europawahl in Slowenien 2009
  - Am 7. Juni 2009: Europawahl in Spanien 2009
  - Am 7. Juni 2009: Europawahl in Ungarn 2009
- Am 7. Juni 2009: Kammerwahl 2009
- Am 28. Juni 2009: Parlamentswahlen in Albanien statt, die eine politische Krise zur Folge hatten.
- Am 14. September 2009: Parlamentswahl in Norwegen 2009
- Am 27. September 2009: Parlamentswahl in Portugal 2009
- Am 4. Oktober 2009: Parlamentswahl in Griechenland 2009
- Am 18. Oktober 2009: Kommunalwahlen in Estland
- Am 22. November 2009: Präsidentschaftswahl in Rumänien 2009 mit Stichwahl am 6. Dezember 2009
- Am 27. Dezember 2009: Präsidentschaftswahl in Kroatien 2009/10 statt (Stichwahl am 10. Januar 2010).
- Am 22. März 2009 fand Präsidentschaftswahl in Mazedonien
- Am 29. März 2009: Parlamentswahl in Montenegro 2009
- Am 29. März 2009: Kommunalwahlen in der Türkei 2009
- Am 5. April 2009: Parlamentswahl in der Republik Moldau April 2009
- Am 26. April 2009: Parlamentswahl in Andorra
- Am 19. April: vorgezogene Parlamentswahlen in der Türkischen Republik Nordzypern
- Am 25. April 2009: Parlamentswahl in Island 2009
- Am 31. Mai 2009: Parlamentswahl in Südossetien 2009
- Am 2. Juni 2009: Parlamentswahl in Grönland 2009[5]
- Am 28. Juni 2009: Parlamentswahl in Albanien 2009
- Am 5. Juli 2009: Parlamentswahl in Bulgarien 2009
- Am 29. Juli 2009: Parlamentswahl in der Republik Moldau Juli 2009
- Am 15. November 2009: Kommunalwahlen im Kosovo 2009